# Charlett
Charlett is een Duits historisch merk van motorfiets.
De bedrijfsnaam was: Charlett Motorenbau GmbH, Berlin.
Dit was een Duitse fabrikant van lichte motorfietsen met een eigen, licht naar voren gekantelde 195cc-eencilinderzijklepmotor. De productie begon in 1921, maar door de concurrentie van enorme aantallen vergelijkbare kleine motorfietsmerken en de inflatie moest ze in 1924 weer worden beëindigd.